# Wouter Vermeersch
Wouter Vermeersch, né le 8 novembre 1984 à Courtrai, est un homme politique belge, membre du Vlaams Belang (VB).

## Biographie
Wouter Vermeersch nait le 8 novembre 1984 à Courtrai.
Aux élections législatives fédérales de 2019, Wouter Vermeersch est élu à la Chambre des Représentants.